# Ансельм Кнууттіла
Ансельм Кнууттіла (1 лютого 1903 — 29 червня 1968) — фінський лижник, учасник змагань наприкінці 1920-х років. Він виграв пару медалей на Чемпіонаті світу FIS з лижних видів спорту 1929 
року в Закопане, отримавши золото на 50 км і срібло на 17 км.

## Результати з лижних гонок
Усі результати отримано від Міжнародної федерації лижного спорту (FIS).

### Чемпіонат світу
- 2 медалі – (1 золота, 1 срібна)

| Рік  | Вік | 17 км  | 50 км  |
| ---- | --- | ------ | ------ |
| 1929 | 26  | Срібна | Золота |

## Зовнішні посилання
- Ансельм Кнууттіла в Міжнародній федерації лижного спорту та сноуборду

- Finnish ski federation profile (фін.)